# Čeněk Chaloupka
Čeněk Chaloupka (15. března 1919, Jablonné nad Orlicí – 25. února 1946, u Horních Počernic) byl český stíhací letec, za druhé světové války seržant RAF.

## Život
Letecký výcvik zahájil v Prostějově, roku 1940 odešel přes Maďarsko do Francie, kde se 3. dubna zapsal do československé zahraniční armády a v červnu byl evakuován do Velké Británie. Po pilotním výcviku byl 19. července 1941 zařazen do 43. peruti v Tangmere a 19. září do 615. peruti v Mastonu, kde létal na stíhačkách Hurricane II. 29. září zasáhl loď v Bruselském kanálu, trosky z výbuchu však poškodily jeho letoun, takže musel vyskočit do moře, kde ho zachránila britská loď. 6. října byl při útoku na lodi u pobřeží Belgie sestřelen protiletadlovým dělem a padl do německého zajetí.
Ze zajateckého tábora Oflag Colditz se pětkrát pokusil o útěk a 16. dubna 1945 byl osvobozen spojenci. Byl zařazen do 310. československé stíhací peruti a 24. srpna 1945 se s letadlem Spitfire vrátil do Československa. Sloužil u 1. letecké divize ve Kbelích u Prahy a 25. února 1946 při cvičném letu s letadlem C–2 (Arado Ar 96) při pokusu o nouzové přistání zahynul. Byl pohřben v Českých Budějovicích. 2. března 1948 byl vyznamenán Československým válečným křížem I. stupně.